# Calosopsyche rawlinsi
Calosopsyche rawlinsi là một loài Trichoptera trong họ Hydropsychidae. Chúng phân bố ở vùng Tân nhiệt đới.